# 14926 Hoshide
14926 Hoshide eller 1994 VB3 är en asteroid i huvudbältet som upptäcktes den 4 november 1994 av de båda japanska astronomerna Kazuro Watanabe och Kin Endate vid Kitami-observatoriet. Den är uppkallad efter den japanske astronauten Akihiko Hoshide.
Asteroiden har en diameter på ungefär 3 kilometer.